# Draw Something
Draw Something è un videogioco per telefoni cellulari sviluppata dall'azienda statunitense Omgpop. Ha vinto il premio Flurry App Spotlight Awards nel 2012. Nelle cinque settimane successive al lancio dell'applicazione, il gioco ha registrato la cifra di 20 milioni di download. Cinquanta giorni dopo il lancio, ha raggiunto la cifra di 50 milioni di download. Nel marzo 2012, Draw Something e la Omgpop furono acquistati dall'azienda americana Zynga per 180 milioni di dollari.

## Modalità di gioco
Due giocatori si alternano a disegnare una parola e a indovinare la parola disegnata dall'altro giocatore. La persona che deve disegnare ha a disposizione tre parole tra cui scegliere, che danno tre diverse quantità di monete a seconda della difficoltà della parola, e tra parole speciali che danno molte monete come ricompensa per aver indovinato la parola. Il giocatore che deve indovinare vede il video del disegno che viene prodotto e ha a disposizione delle lettere da inserire in tanti spazi quante sono le lettere della parola da indovinare.
Le monete guadagnate possono essere usate per comprare nuovi colori e bombe che aiutano a togliere lettere inutili quando si deve indovinare la parola.

### Sfidanti
L'applicazione permette di sfidare persone casuali, degli amici (se si conosce il loro nickname adottato per il gioco) oppure, collegando l'applicazione al proprio account Facebook, si possono sfidare i propri amici di Facebook che giocano.

## Crescita
L'applicazione è cresciuta grazie al tamtam via Facebook, dove una prima versione del gioco (Draw My Things) era stata lanciata come prova. I giocatori possono accedere al proprio account Facebook e giocare con i propri amici come avversari.
Nel 2012, Zynga ha pubblicato, in collaborazione con la Hasbro, un gioco da tavolo omonimo.